# Placas de identificação de veículos no Paraguai

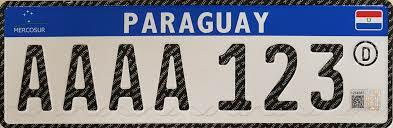
Placa do Paraguai modelo Mercosul, modelo de pré-produção. No modelo de produção efetiva, o D envolto por um círculo é substituído pelo brasão do país, padrão emitido a partir de julho de 2019

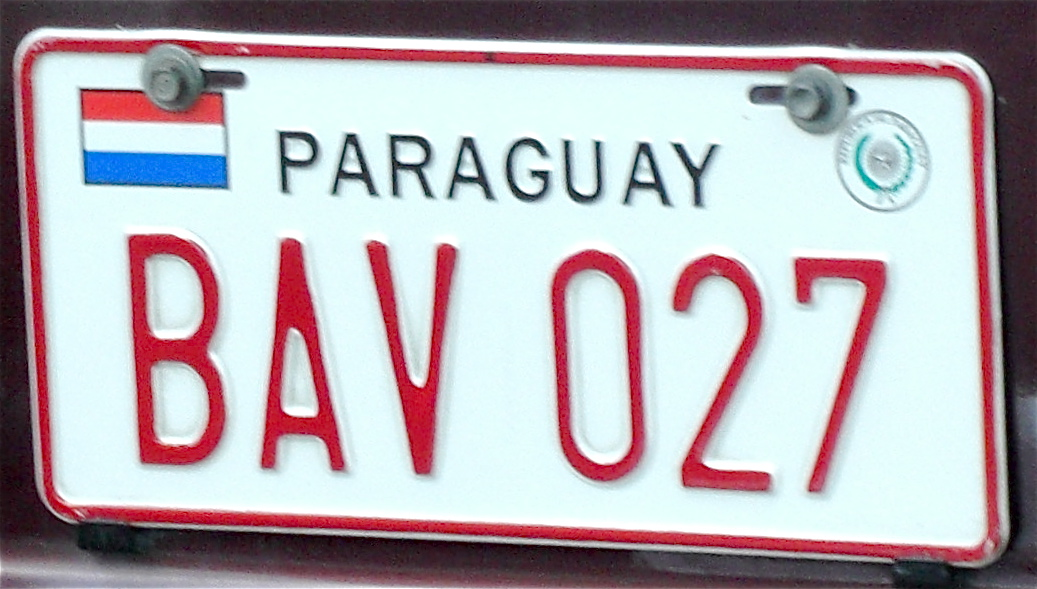
Placa paraguaia para veículos em geral no formato nacional pré-Mercosul, emitido de 2000 a 2019, ainda válido.

As Placas de identificação de veículos no Paraguai (também denominadas em castelhano chapas de matrícula) são usadas para identificação dos veículos automotores nas ruas do Paraguai.
A partir de 2019 passaram a coexistir dois sistemas alfanuméricos: o anterior, que permanece válido, e que possui placas com três letras e três números no formato ABC 123, com caracteres e bordas vermelhas em fundo branco, vigente desde 2000, e o atual, para emplacamentos posteriores a julho de 2019, baseado no padrão comum do Mercosul e implantado a partir desse mês, e que possui placas com quatro letras e três números nos formatos ABCD 123 para veículos em geral e 123 ABCD para motocicletas, com caracteres e bordas pretas em fundo branco..

## Características do Padrão Mercosul (2019-)
Em comum com os demais integrantes e conforme o anexo da Resolução 33/2014 do Mercosul,, as placas Mercosul no Paraguai têm as seguintes características:
- Arranjo: sete caracteres, nos formatos ABCD 123 para veículos em geral e 123 ABCD para motocicletas[1];
- Bandeira do estado-membro: a bandeira paraguaia na parte direita da faixa azul, com arestas arredondadas;
- Dimensões: 400mm x 130mm para automóveis em geral / 200mm x 170mm para motocicletas;
- Emblema do bloco: o emblema do bloco na parte esquerda da faixa azul;
- Faixa azul: a parte superior das placas conterá uma faixa na cor azul, com largura de 30mm, com o nome do país (PARAGUAY) ao centro;
- Fonte tipográfica: FE Engschrift.

Adicionalmente, as placas paraguaias no padrão Mercosul contêm:
- Brasão de armas;
- Código QR
- Holograma;
- marcas d'água com a inscrição PY;
- Nanotexto (inscrições microscópicas).

## História da implantação
Em outubro de 2014, no Salão Libertador do Palácio San Martín em Buenos Aires, foi apresentada a Placa Única do Mercosul. Naquele momento, os países-membros do Mercosul aprovaram a Resolução 033/14 que estabeleceu seu uso obrigatório a partir de 1 de janeiro de 2016. O primeiro país a implementar seu uso foi o Uruguai, em março de 2015.
O restante dos países estava previsto para iniciar a implantação na data estipulada, com exceção do Brasil, que estava previsto para começar um ano mais tarde, em 2017. Na Argentina tornou-se obrigatório o emplacamento dos veículos novos desde o início de 2016, de modo que o reemplacamento dos demais veículos será progressivo mas opcional inicialmente. Entre suas características mais evidentes estão o tamanho (400 mm x 130 mm) similar ao utilizado no Brasil e no Uruguai nas últimas décadas e mais largo que o até então utilizado na Argentina. 
Em março de 2016, pela necessidade de adequação prévia ao Registro Único de Automotores (RUA), o Paraguai declarou sua intenção de adotar o novo sistema a partir de 2017, inicialmente apenas para os veículos novos. Entretanto, após várias postergações, somente em outubro de 2018 saiu legislação, que ao final desse ano ainda estava pendente de regulamentação, estabelecendo o início da implantação das placas no padrão Mercosul para abril de 2019.
Por fim, em 2019, o Paraguai, atrás do órgão responsável, o Registro Único del Automotor decidiu dar início à implantação do novo sistema a partir de 1º de julho de 2019, com o uso de mecanismos de segurança, tal como o uso de Código QR, com o formato alfanumérico passando a quatro letras e três números, no formato ABCD 123. Em apenas 15 dias após o início dos emplacamentos no padrão Mercosul, mais de sete mil veículos já haviam sido emplacados no novo sistema.

## Sistemas anteriores

### Sistemas municipais (século XX)
Antes do ano 2000, os registros veiculares estavam sob responsabilidade das respectivas municipalidades. Não havia um padrão para as placas veiculares paraguaias, especialmente no interior do país, uma vez que as dimensões, as inscrições e o padrão de cores variavam de município para município e dentro de cada município, de um ano para outro.
Alguns municípios mantinham a mesma sequência numérica ou alfanumérica para cada veículo, enquanto outros municípios mudavam-na a cada ano. As primeiras placas eram somente numéricas, nos formatos 12, 123, 1234 e 12345. Constavam na placa o nome do município que a emitiu e o ano de sua emissão - somente os dois últimos dígitos.
Originalmente, as placas valiam tanto para veículos automotores, como os para de tração animal (geralmente por equinos). No final da década de 1950, começou a haver classificação dos veículos conforme a categoria do veículo (p.ex: a letra P era para veículos automotores particulares, O para ônibus, C para uso comercial, etc.).
As placas para veículos de uso especial (isto é, oficiais, municipais, diplomáticos, judiciais e das demais autoridades) usavam um formato distinto di geral: por exemplo, fundo azul para veículos de autoridades municipais. 

### Em Assunção

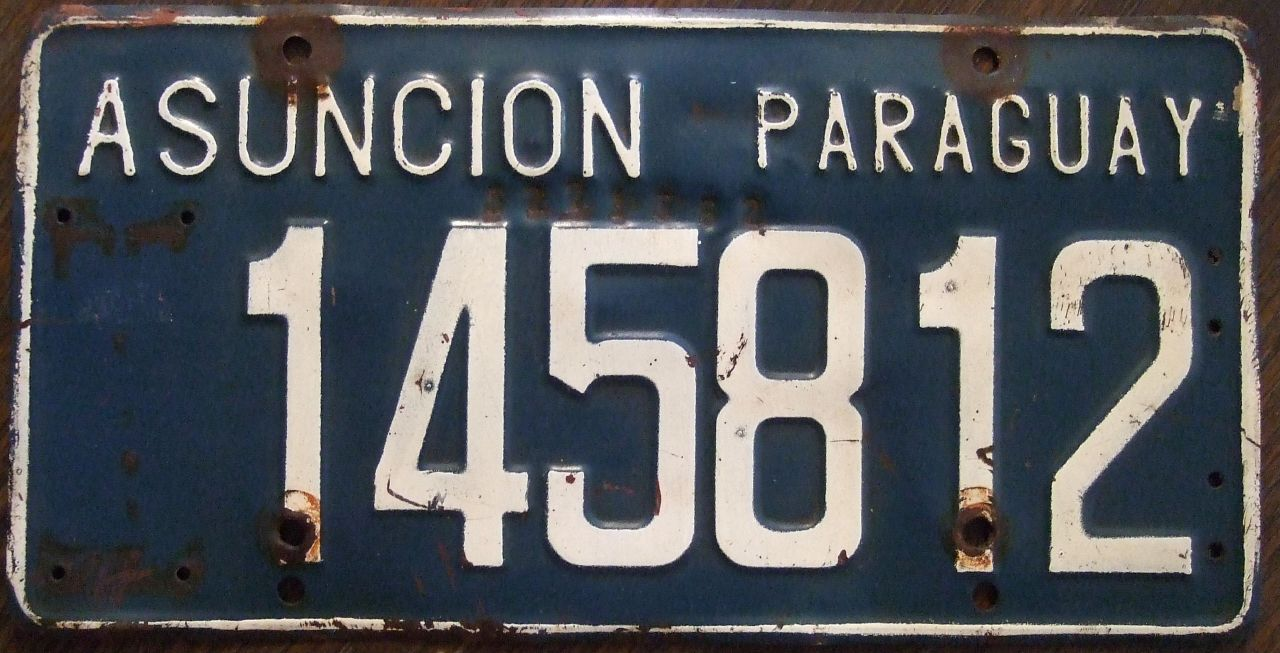
Placa do município de Assunção, no formato utilizado durante boa parte do século XX até o ano 2000.

No caso de Assunção, a capital nacional, os veículos particulares tinham placas com caracteres brancos em fundo azul, com o nome do município e do país: ASUNCION PARAGUAY. A sequência numérica da capital encerrou em 218 030, no ano de 1999. A cidade utilizou o sistema de categorias com as letras P, O, C, etc., do final da década de 1950 até 1984. Os veículos especiais (isentos de impostos, p.ex: oficiais), tinham placas de fundo amarelo. Os veículos de transporte público (colecivos) e táxis, tinham placas com caracteres brancos em fundo vermelho, tal como se usou no Brasil até a implantação da placa Mercosul. Os veículos destinados ao uso dos município (caminhões de lixo, polícias municipais, serviços de reparação de pavimento) tinham placas com caracteres pretos em fundo cor de rosa.

### No interior

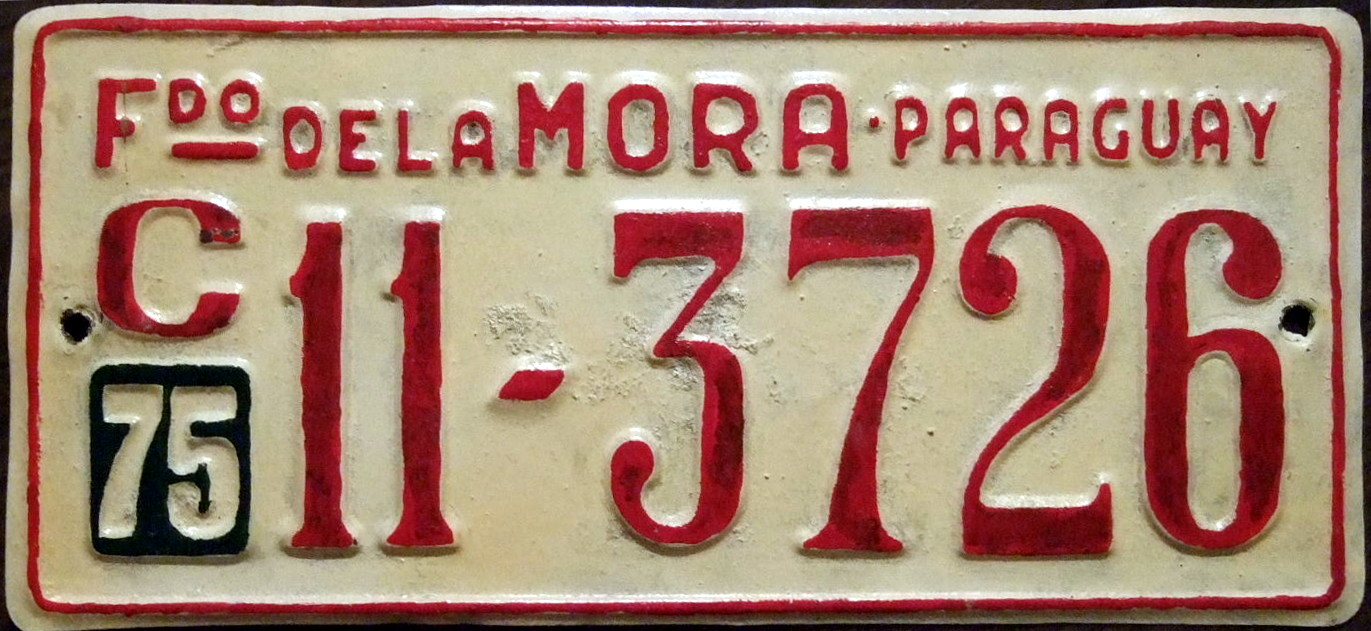
Placa do município de Fernando de la Mora, no Departamento Central. Formato utilizado do final da década de 1950 a 1979.

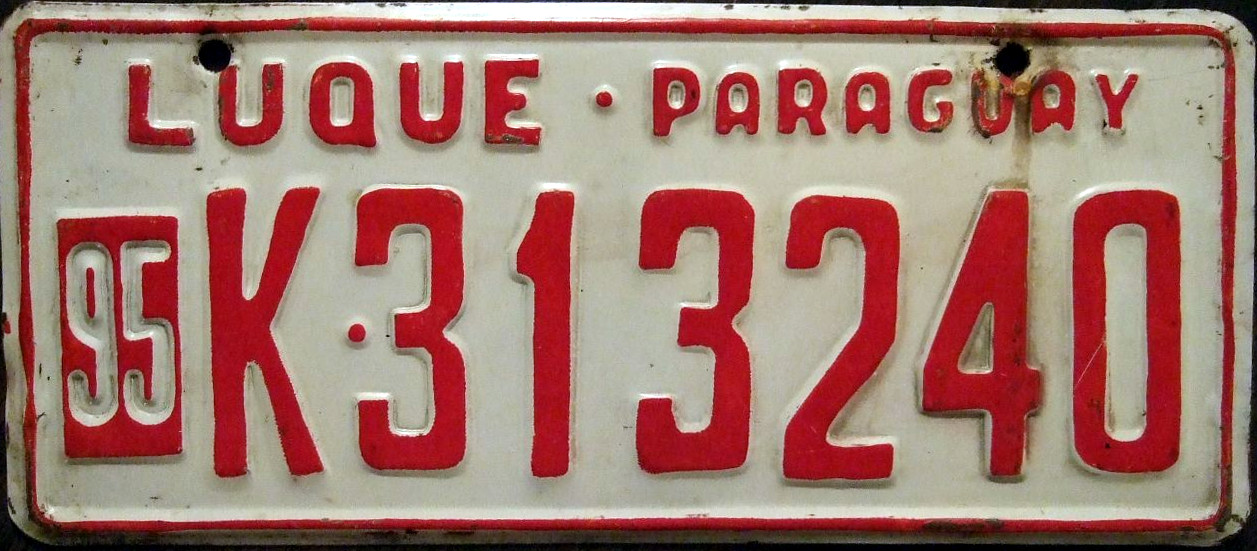
Placa do município de Luque, também no Departamento Central. Formato utilizado de 1982 a 2000.

No início da década de 1960, as placas no interior mudaram o estilo para caracteres vermelhos com fundo branco, tal qual no sistema nacional de 2000 a 2019, sendo que anteriormente não havia desenho fixo. Não obstante, veículos de uso especial tinham formatos, desenhos e sequências diferentes (p.ex.: as placas de autoridades municipais tinham fundo de cor azul, etc.) Alguns municípios colocavam seu brasão e/ou lema placa, como por exemplo "Capital de la Energía" para o distrito de Hernandarias, no Alto Paraná. O formato variava com o passar dos anos.
No interior, manteve-se o formato utilizado desde o final da década de 1950, que classificava as placas segundo a utilização do veículo, com as letras: P, O, C, etc., até o ano de 1979. As sequências eram de números aleatórios, utilizados até por volta de 1967. A partir do final da década de 1960, as placas do interior começaram a ser classificadas por departamento, com o primeiro número seguido por um hífen e um sequencial numérico da placa. Por exemplo, a placa emitida em Fernando de la Mora: C 11-3726. Nela, C indica a categoria do veículo, o 11 é o número do departamento pela ordem, neste caso o número do Departamento Central e o número 3726 é a sequência númerica. Este formato foi usado até 1979, junto com o sistema de categorização pelo uso do veículo.

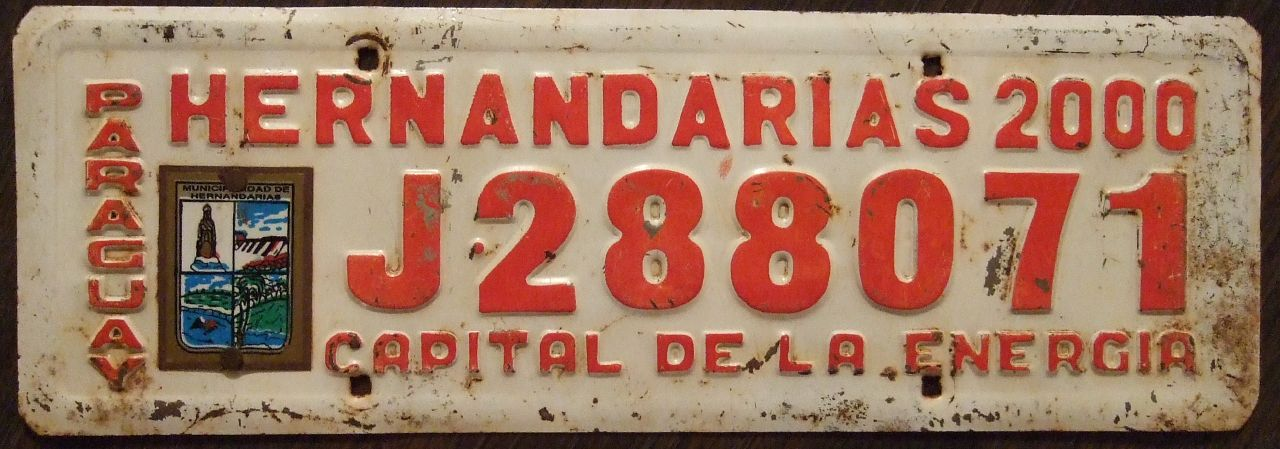
Placa do município de Hernandarias, no Departamento de Alto Paraná. Formato utilizado de 1982 a 2000. Neste exemplo se vê lema e o brasão inscritos na placa.

Entre 1980 e 1982 as placas do interior voltaram a ter fundo azul, para logo em seguida retornarem aos caracteres vermelhos em fundo branco em 1983, sistema de cores que sobreviveu à mudança do sistema de regional para nacional e se manteve até o advento das placas do Mercosul.
A partir de 1982 (em 1983 já com caracteres vermelhos em fundo branco), até quase o final do ano 2000 se utilizou o formato final das placas municipais, no qual as placas do interior usavam uma letra no início, seguida por um sequencial numérico. As letras indicavam o departamento no qual se emitiu a placa, conforme a seguinte distribuição:.
| Código | Departamento            | Observação                               |
| ------ | ----------------------- | ---------------------------------------- |
| A      | Concepción              | —                                        |
| B      | San Pedro               | —                                        |
| C      | Cordillera              | —                                        |
| D      | Guairá                  | —                                        |
| E      | Caaguazú                | —                                        |
| F      | Caazapá                 | —                                        |
| G      | Itapúa                  | —                                        |
| H      | Misiones                | —                                        |
| I      | Paraguarí               | —                                        |
| J      | Alto Paraná             | —                                        |
| K      | Central                 | —                                        |
| L      | Ñeembucú (departamento) | —                                        |
| M      | Amambay                 | —                                        |
| N      | Canindeyú               | —                                        |
| Q      | Presidente Hayes        | —                                        |
| R      | Alto Paraguay           | —                                        |
| S      | Chaco                   | usado até 1992, substituído por Boquerón |
| U      | Boquerón                | usado a partir de 1992                   |

### Sistema nacional pré-Mercosul (2000-2019)

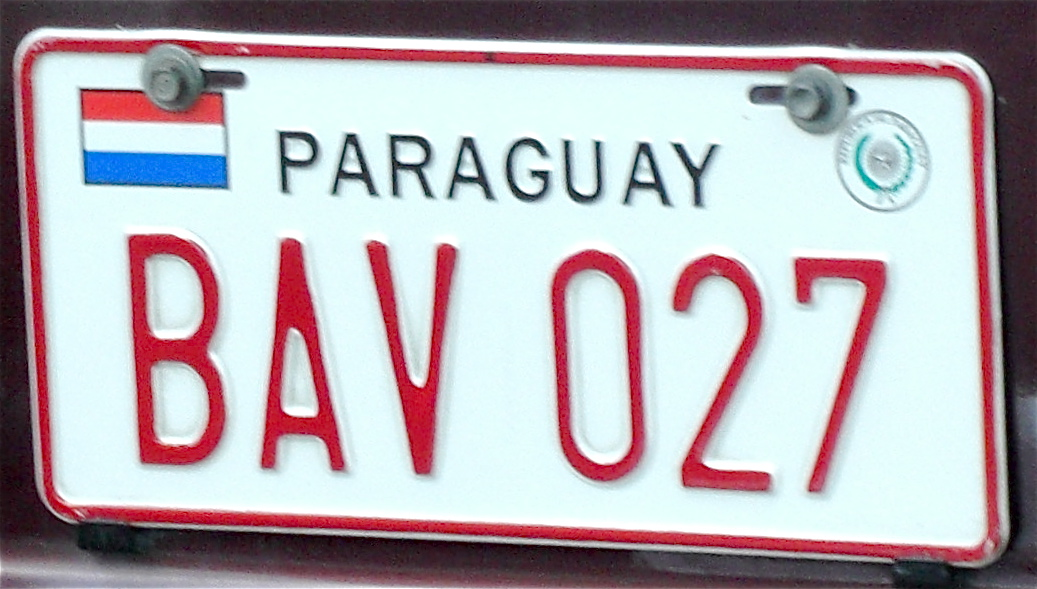
Placa paraguaia para veículos em geral no formato nacional pré-Mercosul.

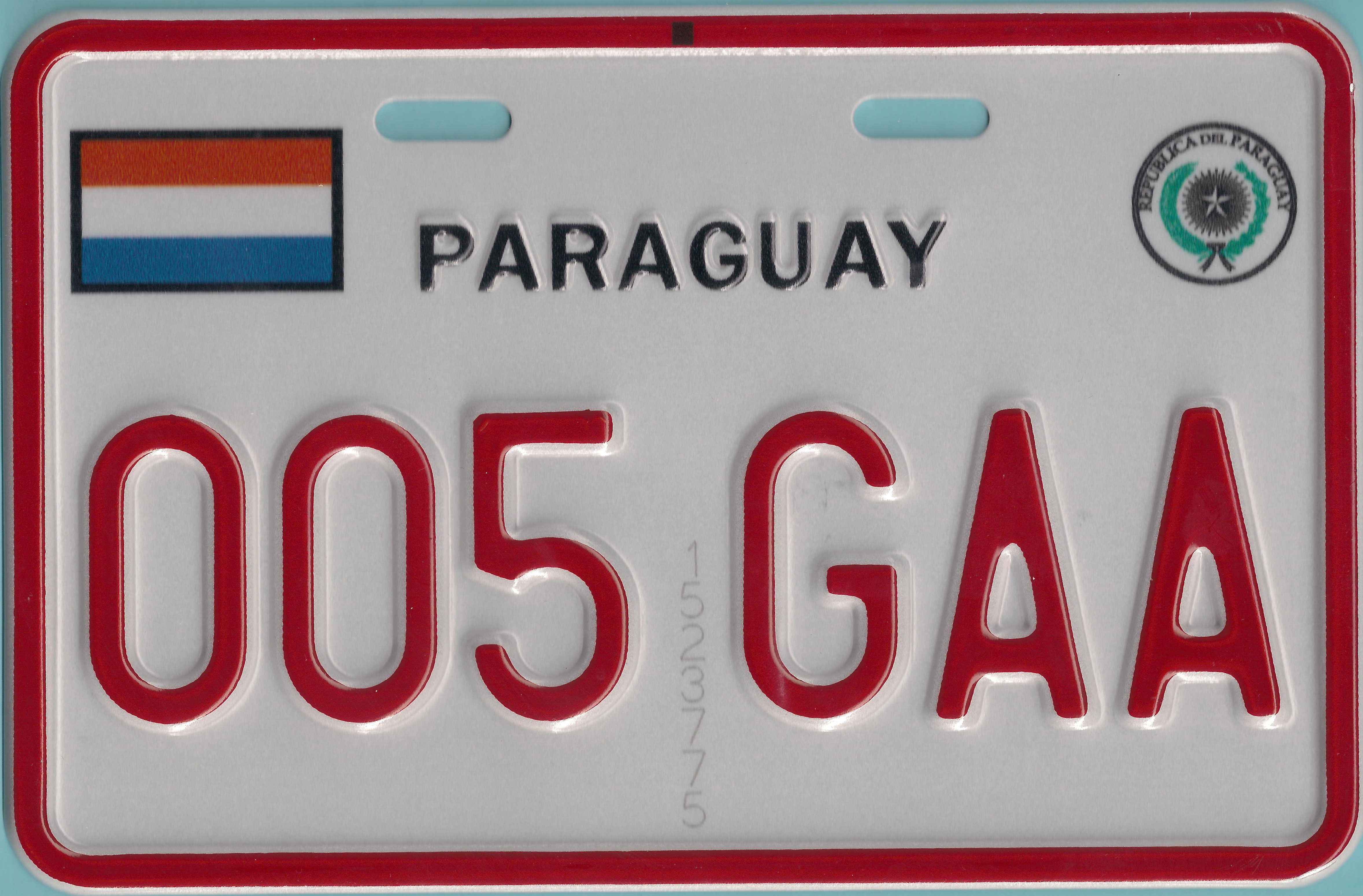
Versão para motocicletas.

O modelo nacional emitido entre 2000 e 2019 e que permanece válido para os veículos que foram emplacados nesse padrão, consistia em placas brancas com caracteres e bordas vermelhas. Desde o final do ano de 2000, o Paraguai passou a exigir o registro dos veículos licenciados no país através do Registro Nacional de Automotores, que substituiu o sistema anterior, no qual as placas eram emitidas pelas autoridades municipais, que ainda mantêm os registros locais.
As placas apresentavam uma combinação de três letras e três dígitos (formato ABC 123), de forma similar à utilizada pela Argentina entre 1995 e 2015, permanecendo com o veículo ao longo de toda a sua vida útil. As séries Axx nnn e Bxx nnn eram utilizadas pelo Registro Central em Assunção, a capital nacional, enquanto as séries começadas por outras letras eram utilizadas pelos Registros no interior do país. A série Exx nnn estava reservada para os veículos públicos isentos de impostos, a série Txx nnn era utilizada para  tratores e maquinário agrícola, enquanto a série Vxx nnn era destinada aos carros antigos (e especificamente o grupo VAP nnn para os pertencentes aos membros da associação Círculo de Vehículos Antiguos del Paraguay).
Também havia placas com letras pretas para os eleitos para cargos governamentais: dentre elas, SEN xxx para os senadores, DIP xxx para os (deputados, diputados em castelhano), JMx nnn para os membros das Juntas Municipais e as placas PJx nnn para veículos oficiais dos juízes.
As motocicletas tinham placas de dimensões menores relativamente aos demais veículos, com posição invertida: três dígitos e três letras (formato 123 ABC). Provisoriamente, os veículos novos recebiam placas iniciadas por P (a partir de PRx), mudadas para a placa definitiva, assim que o registro se completasse.